# Ennetmoos
Ennetmoos es una comuna suiza del cantón de Nidwalden, se encuentra ubicada al occidente del cantón en la riviera inferior del lago de los Cuatro Cantones. Limita al norte con la comuna de Stansstad, al este con Stans, al sur con Dallenwil y Kerns (OW), y al oeste con Alpnach (OW).
Pertenecen a la comuna las localidades de llweg, Rotzloch y Sankt Jakob.
Tiene una población de 2000 personas, de las cuales el 6% es de nacionalidad extranjera (2002). Hay 120 negocios locales que emplean a 500 personas. El 40% de éstos están en el sector agrícola, el 42% en industria y comercio, y el 18% en servicios.